# Jon Krakauer

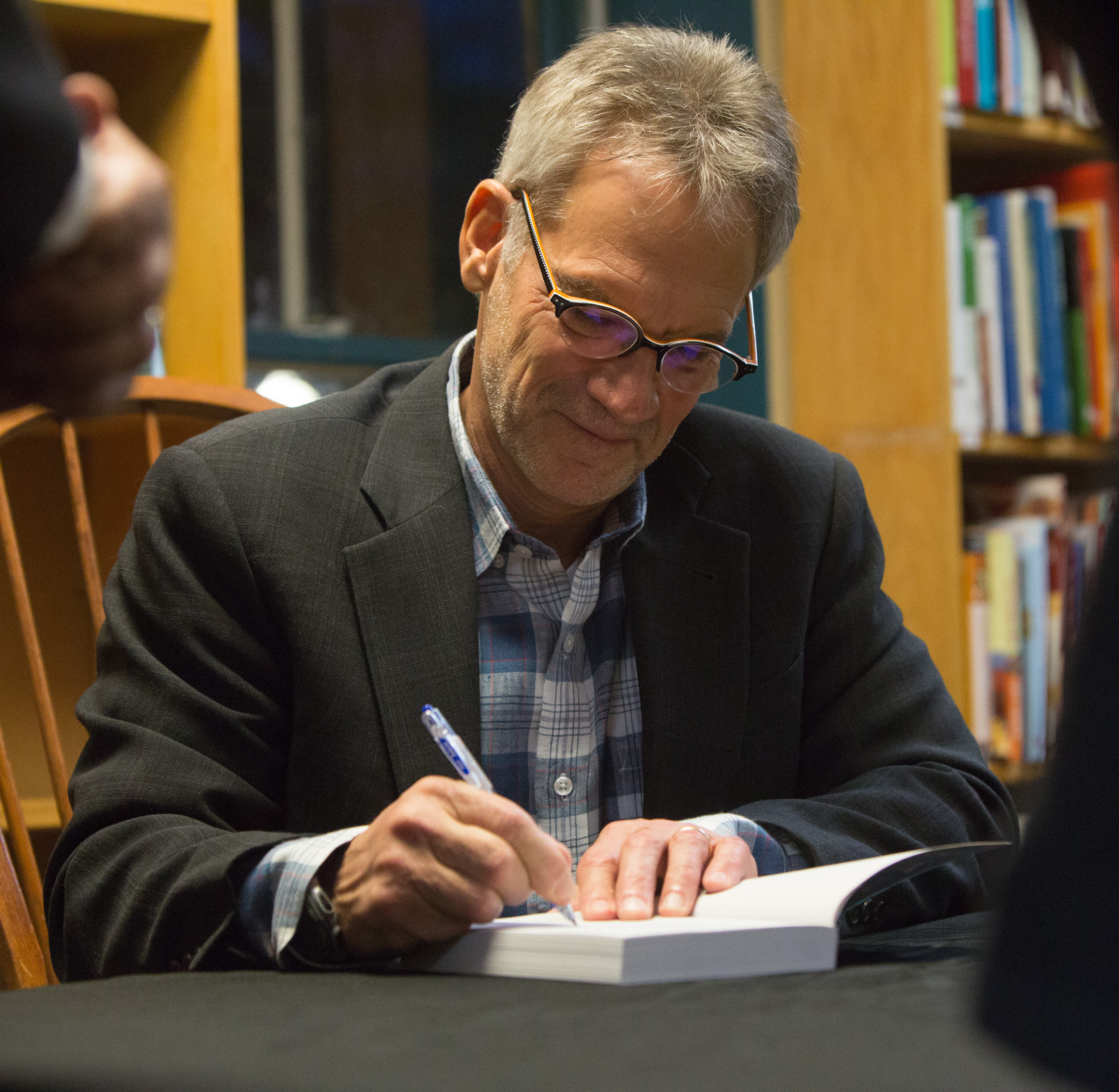
Jon Krakauer (2016)

Jon Krakauer (* 12. April 1954 in Brookline, Massachusetts) ist ein US-amerikanischer Bergsteiger, Reporter und Autor.

## Leben
Jon Krakauer wuchs im US-Bundesstaat Oregon auf und kam über seinen Vater bereits sehr früh zum Bergsteigen. Stark beeinflusst wurde er durch die persönliche Bekanntschaft mit Willi Unsoeld, der ein Freund seines Vaters war.

„Ein paar Monate bevor Unsoeld nach Nepal aufbrach, erklomm ich zusammen mit meinem Vater, Willi und Regon [Unsoeld] den Gipfel meines ersten Berges – ein wenig aufsehenerregender 2750 Meter hoher Vulkan in der Cascade Range […]. Es ist also kaum verwunderlich, dass die Erzählungen der Heldensaga von 1963 auf dem Everest meine präpubertäre Phantasie lange beschäftigen. Während meine Freunde John Glenn, Sandy Koufax und Johnny Unitas zu ihren Idolen erkoren, waren meine Vorbilder Hornbein und Unsoeld.“

Er arbeitet als Autor im Bereich Bergsteigen und Outdoor und ist unter anderem für die Zeitschrift Outside tätig. International bekannt wurde er durch seinen Tatsachenbericht In eisige Höhen (engl. Into Thin Air), der von dem Unglück am Mount Everest im Mai 1996 handelt, an dem er als Journalist für Outside in Rob Halls Team Adventure Consultants teilnahm. Dabei gerieten zwei kommerziell geführte Expeditionen im Zuge der Gipfelbesteigung in eines der häufigen Unwetter, die auch an guten Besteigungstagen nachmittags plötzlich auftreten können. Das Unwetter und die fehlenden Rettungsmöglichkeiten führten zum Tod mehrerer Expeditionsmitglieder infolge Sauerstoffmangels, Entkräftung, Erfrierungen und Abstürzen.
Aus Krakauers Zeitschriften-Berichten und seinem Buch In eisige Höhen entwickelte sich eine heftige Kontroverse mit dem am selben Ereignis beruflich beteiligten Bergführer Anatoli Bukrejew, der das Ereignis in einem weiteren Buch in vielen Punkten anders darstellte. Das Buch Krakauers wurde ein millionenfach verkaufter Bestseller. Halls Witwe nannte ihn einen Abschaum, weil er in seinem Buch das letzte Funkgespräch zwischen dem Sterbenden und ihr abdruckte.
Ebenfalls ein Bestseller wurde Krakauers Buch In die Wildnis: Allein nach Alaska (engl. Into the Wild), in dem er das Schicksal des Aussteigers Christopher McCandless schildert. Die Verfilmung des Werks unter dem Titel Into the Wild (2007) durch Sean Penn erreichte weltweit ein Millionenpublikum.
In Mord im Auftrag Gottes (2003) erzählt er die Geschichte der Mormonen, ihr Entstehen und ihre Verfolgung, aber auch die Verbrechen, die Angehörige dieser religiösen Gemeinschaft begingen wie etwa die Ermordung von Brenda Wright Lafferty und ihrer Tochter und wie die Mormonen damit umgehen. Das Buch wurde mit der Miniserie Mord im Auftrag Gottes (2022) verfilmt.
Krakauer ist seit seiner Jugend aktiver Bergsteiger und hat zahlreiche, teils extreme Touren absolviert. Er lebte lange Zeit in Seattle, bevor er 1997 mit seiner Frau nach Boulder übersiedelte.

## Alpinistische Leistungen (Auszug)
- Mooses Tooth, 3150 m (Central Alaska Range), 1975 neue Route über Couloir in der Südwand zum Gipfel („Ham and Eggs“) mit Tom Davies and Nate Zinsser.
- Devils Thumb, 2767 m (Boundary Ranges, Alaska), 1977 Alleinbesteigung über neue Route in der Südostwand, zuvor Versuch der Erstbegehung der Nordwand
- Eiger-Nordwand, 1984 Versuch zusammen mit Mark Twight
- Cerro Torre, 3133 m (Patagonien), 1992 zweite Besteigung über die Ferrari-Route in der Westwand mit Dan Kauthorn
- Mount Everest, 8848 m (Himalaya), 1996 Besteigung als Mitglied der verunglückten Adventure-Consultants-Expedition
- Mount Vinson, 4892 m (Antarktis), 2001 Erste Begehung über die Ostwand mit Conrad Anker, Dave Hahn, Andrew Mclean, Dan Stone, Lisel Clark, John Armstrong und Rob Raker

## Werke (Auswahl)
- Eiger Dreams. Ventures Among Men and Mountains. 1990 (dt. Auf den Gipfeln der Welt. Die Eiger-Nordwand und andere Träume. Piper, München 2000, ISBN 3-492-23197-7).
- Into the Wild. 1996 (dt. In die Wildnis: Allein nach Alaska . Piper, München 1996, ISBN 3-89029-187-2).
- Into Thin Air. 1997 (dt. In eisige Höhen. Das Drama am Mount Everest. Piper, München 1998, ISBN 3-89029-110-4, Platz 1 der Spiegel-Bestsellerliste vom 20. April 1998 bis zum 10. Januar 1999 und vom 18. bis zum 24. Januar 1999; auch als Hörbuch auf 9 CDs, ISBN 3-88698-712-4).
- Under the Banner of Heaven. A Story of Violent Faith. 2003 (dt. Mord im Auftrag Gottes. Eine Reportage über religiösen Fundamentalismus in den USA. Piper, München/Zürich 2003, ISBN 3-492-04571-5).
- Where Men Win Glory. The Odyssey of Pat Tillman. 2009 (dt. Auf den Feldern der Ehre. Die Tragödie des Soldaten Pat Tillman. Piper, München / Zürich 2011, ISBN 978-3-492-26402-0).
- Three Cups of Deceit. How Greg Mortenson, Humanitarian Hero, Lost His Way. 2011, ISBN 978-0-307-94876-2.
- Missoula: Rape and the Justice System in a College Town. Knopf Doubleday, New York City 2015, ISBN 978-0-385-53873-2.
  - deutsch von Hans Freundl und Sigrid Schmid: Die Schande von Missoula. Vergewaltigung im Lande der Freiheit. Piper, München 2016, ISBN 978-3-492-05756-1.